# کوه میلا
کوه میلا (به لاتین: Mila Mountain) یک کوه در چین است. کوه میلا ۵٬۲۰۰ متر بالاتر از سطح دریا واقع شده‌است.